# 山西明王殿
山西明王殿，位於中華民國福建省金門縣金沙鎮三山里山西村，主祀刑王爺（康濟明王）。

## 沿革
相傳是鄭成功之部將返歸隱居所建，而依廟中之木刻匾，確知明王殿於道光甲午年即存在，而明王殿之名是因廟中所主奉康濟明王而稱。

## 祀神
廟中主祀刑王爺，又稱康濟明王。